# Sings America
A Sings America David Hasselhoff  2004-ben kiadott albuma. A lemezen egy dal kivételével feldolgozásokat hallhatunk. Hasselhoff olyan előadók slágereit énekli, mint Elvis Presley, The Beach Boys, Glen Campbell, Burt Bacharach és Madonna. Egyes országokban a CD-n bónuszdalok is megtalálhatóak.

## Dalok
1. City of New Orleans – 3:34 (Steve Goodman)
2. Rhinestone Cowboy – 3:33 (Larry Weiss)
3. You've Lost That Loving Feeling – 4:40 (Cynthia Weil, Barry Mann)
4. Forever in Blue Jeans – 3:30 (Neil Diamond, Richard Bennett)
5. Blue Bayou – 2:35 (Roy Orbison, Joe Melson)
6. California Girls – 2:51 (Brian Wilson)
7. Raindrops Keep Falling on My Head – 2:41 (Burt Bacharach, Hal David)
8. California Dreaming – 2:47 (John Phillips, Michelle Gilliam)
9. These Boots Are Made for Walking – 2:52 (Lee Hazlewood)
10. La Isla Bonita (Pat Leonard, Madonna, Bruce Gaitsch)
11. Take Me Home, Country Roads – 3:21 (John Denver, Taffy Nivert)
12. Love Me Tender – 3:05 (Vera Matson, Elvis Presley)
13. New York, New York – 3:30 (John Kander, Fred Ebb)
14. Amazing Grace – 2:58 (hagyományos)

### Bónuszdalok
1. More Than Words Can Say – 4:11 (David Hasselhoff, Wade Hubbard, Glenn Morrow)
2. America – 4:11
3. Theme from Knight Rider - 3:00

## Munkatársak
- David Hasselhoff - ének
- Tony Gilkyson - gitár
- Gary St.Clair - zongora
- John Ballard - ének
- Morgan Johansson - ének

## Külső hivatkozások
- David Hasselhoff
- Hasselhoff-Friends
- David Hasselhoff: Rhinestone Cowboy